# Kim Bo-mi (attrice)
Kim Bo-mi (김보미?, 金甫美?, Gim Bo-miLR, Kim BomiMR; Suwon, 15 maggio 1987) è un'attrice sudcoreana.
Ha iniziato a studiare danza classica quando aveva 11 anni, e in seguito si è iscritta alla facoltà di danza della Sejong University. Nel 2008, dopo essere apparsa nello show via cavo Star Replication Project 2%, ha firmato un contratto con un'agenzia di intrattenimento, debuttando come attrice quello stesso anno in Baram-ui hwa-won, come cameriera di una gisaeng. Da allora è apparsa in ruoli secondari in film e fiction televisive, in particolare nel film campione d'incassi Sunny (2011) e nel popolare drama Byeor-eseo on geudae (2013).

## Filmografia

### Cinema
- Gosa du beonjjae i-yagi: Gosaengsilseup (고사 두 번째 이야기: 교생실습?), regia di Yoo Ssi (2010)
- Sunny (써니?), regia di Kang Hyun-chul (2011)
- Na-ui P.S. partner (나의 PS 파트너?), regia di Byun Sung-hyun (2012)
- Baekpeuro (백프로?), regia di Kim Myung-kyun (2014)
- Bulhandang: Nappeun nomdeur-ui sesang (한당: 나쁜 놈들의 세상?), regia di Byun Sung-hyun (2017)

### Televisione
- Baram-ui hwa-won (바람의 화원?) – serie TV (2008)
- Nae ttal Kkot-nim-i (내 딸 꽃님이?) – serial TV (2011-2012)
- Guga-ui seo (구가의 서?) – serie TV, episodio 1 (2013)
- Basketball (빠스껫 볼?) – serie TV (2013)
- Jugun-ui tae-yang (주군의 태양?) – serie TV, episodio 5 (2013)
- Byeor-eseo on geudae (별에서 온 그대?) – serie TV (2013-2014)
- Doctor ibang-in (닥터 이방인?) – serie TV (2014)
- Line Romance (라인 로맨스?) – miniserie TV (2014)
- My Secret Hotel (마이 시크릿 호텔?) – serie TV (2014)
- Naemsaereul boneun sonyeo (냄새를 보는 소녀?) – serie TV, episodio 1 (2015)
- Assembly (어셈블리?) – serie TV (2015)
- Dongne-ui yeo-ung (동네의 영웅?) – serie TV (2016)
- Man to Man (맨투맨?) – serie TV (2017)
- Derilnampyeon O Jak-du (데릴남편 오작두?) – serie TV (2018)
- Dan, hana-ui sarang (단, 하나의 사랑?) – serie TV (2019)